# Cipriano Castro

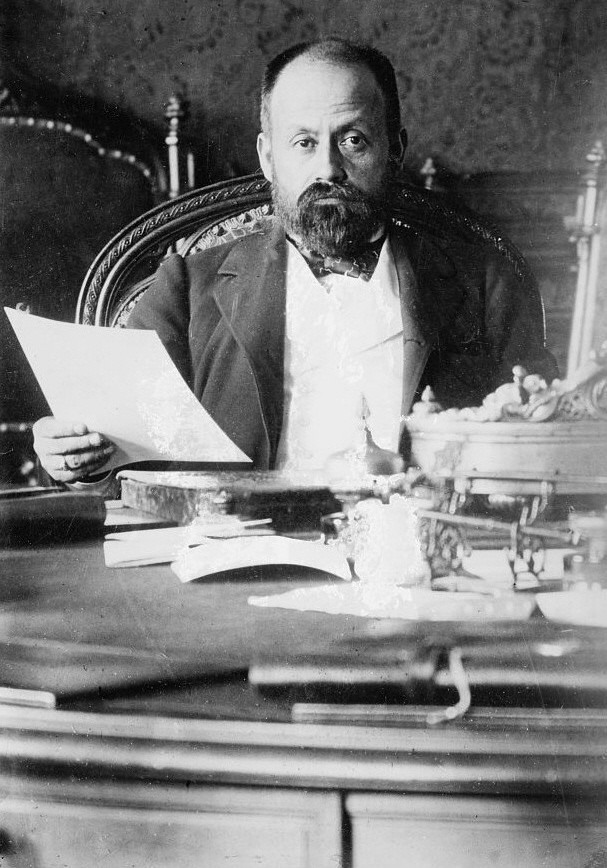
Cipriano Castro (1906)

Cipriano Castro (* 11. Oktober 1859 in La Ovejera de Capacho, Táchira, Venezuela; † 5. Dezember 1924 in Puerto Rico) war von 1899 bis 1908 Präsident Venezuelas und regierte diktatorisch. Er war der erste in einer Abfolge von fünf venezolanischen Diktatoren, die alle aus dem Gliedstaat Táchira im Westen des Landes stammten.

## Leben
Castro war ein Bewunderer Bolívars und Napoleons und hatte eine tiefe Abneigung gegen die Elite in der Hauptstadt Caracas. Er war Besitzer von Latifundien in einem abgelegenen Andengebiet, weshalb er, trotz seiner unbestrittenen feudalen Macht, von den reichen Hauptstädtern als „der kleine Viehdieb aus den Anden“ bezeichnet wurde. Eine vom Kongress in Caracas am 22. April 1899 getroffene Entscheidung, welche eine Beschneidung der Autonomie der Bundesstaaten Venezuelas zur Folge gehabt hätte, lieferte ihm den Vorwand für eine Erhebung gegen den Präsidenten Joaquín Crespo. Unter der Parole, die gültige Verfassung „restaurieren“ zu wollen, gegen welche die Entscheidung des Kongresses formal gesehen tatsächlich verstieß, marschierte seine Privatarmee vom Anden-Bundesstaat Táchira aus auf Caracas, das im Oktober 1899 erobert wurde. Nach dieser erfolgreichen so genannten Revolución Liberal Restauradora trat mit Castros Amtsantritt als Präsident die Verfassung von 1864 wieder in Kraft.
Den Schwierigkeiten, die mit der von Castros liberal gesinnten Vorgängern eingeleiteten Modernisierung und Öffnung Venezuelas verbunden waren und die seinen Machtantritt begünstigt hatten, konnte aber auch er nicht entgehen. Venezuela war durch den Eisenbahnbau bereits stark verschuldet. Unter Castro wuchsen die Staatsschulden nun stark an, was vor allem auf den immensen Geldbedarf zurückzuführen war, der durch die militärische Einmischung in den Tausendtagekrieg im Nachbarland Kolumbien entstand, sowie auf Castros Vorliebe, sich von den deutschen Unternehmen Mauser, Krupp und Kugelmann aufrüsten zu lassen – was auch der deutsche Kaiser Wilhelm II. nicht verhindern konnte. Castro war für seinen ausgeprägten Personenkult bekannt; die Opposition unterdrückte er mit Gewalt.
Castros erpresserische Politik, mit der er die Bankiers seines Landes zur Gewährung von immer neuen Krediten zwang, führte schließlich dazu, dass im Dezember 1901 eine Gruppe von Caudillos, Kaziken sowie die Engländer in Trinidad und  Tobago gegen ihn revoltierten. Diese hatten sich um den Bankier Manuel Antonio Matos geschart; ihnen hatte sich auch der Abenteurer Giuseppe Garibaldi der Jüngere, ein Enkel Giuseppe Garibaldis, angeschlossen. Die so genannte Revolución Libertadora konnte von Castros Truppen durch die siegreichen Schlachten bei La Victoria und Ciudad Bolívar bis Juli 1903 endgültig niedergeschlagen werden. Maßgeblichen Anteil daran hatte sein späterer Nachfolger General Juan Vicente Gómez.
Aufgrund der ständig ansteigenden Staatsverschuldung hatte Castro bereits am 1. März 1902 ein Moratorium des internationalen Schuldendienstes verkündet. Dieser Schritt hatte nicht nur eine Seeblockade Großbritanniens, Italiens, Frankreichs und des Deutschen Reiches zur Folge (Venezuela-Krise), sondern auch eine direkte Unterstützung der gegen Castro revoltierenden Caudillos um den Bankier Matos. Während dieser Zeit wurden nicht nur die venezolanischen Häfen blockiert, besetzt oder beschossen, sondern auch die sechs Schiffe der neuen Flotte Venezuelas im Hafen von La Guaira außer Gefecht gesetzt. Erst durch Vermittlung der Vereinigten Staaten von Amerika konnte dieser Konflikt im Februar 1903 beigelegt werden. Der Internationale Gerichtshof in Den Haag verfügte, dass Venezuela bis 1907 seine Schulden an die europäischen Staaten zurückerstatten müsse. Das Urteil wurde international als ein Teilerfolg der Regierung Venezuelas gewertet.
Argentinien regte in der Folge die Drago-Doktrin an, um militärische Aktionen zur Schuldeneintreibung in Zukunft zu verhindern. Die USA hatten diplomatisch interveniert, weil sie durch die Ereignisse ihre Monroe-Doktrin gefährdet sahen.
Nach 1903 hatte Castro einige Jahre lang innenpolitisch keine Gegner mehr. Allerdings verschlechterten sich seine Beziehungen zu den USA. Ebenso geriet er auch mit den Niederlanden in einen Streit um deren militärische Nutzung der Insel Curaçao. Das US-Unternehmen General Asphalt Company wurde in dieser Zeit enteignet. Als er 1908 zu einem Arztbesuch ins Deutsche Reich aufbrach, wo er sein Nierenleiden behandeln lassen wollte, nutzte sein Stellvertreter, General Juan Vicente Gómez, die Gunst der Stunde, um ihn für abgesetzt zu erklären und sich zu seinem Nachfolger zu machen.